# Chondrodesmus atrophus
Chondrodesmus atrophus är en mångfotingart som beskrevs av Chamberlin 1925. Chondrodesmus atrophus ingår i släktet Chondrodesmus och familjen Chelodesmidae. Inga underarter finns listade i Catalogue of Life.